# Wolfgang Schwanitz
Wolfgang Schwanitz (Berlin, 1930. június 26. – 2022. február 1.) német politikus. Ő volt Erich Mielke után az NDK utolsó állambiztonsági minisztere. Elődjével ellentétben nem tartotta meg az „Állambiztonság Minisztere” jelzőt, viszont az „Állambiztonság Vezetője” szókapcsolatot megtartotta. 1989. november 17. és 1990. március 31. között vezette a minisztériumot.